# Тина Шутеј
Тина Шутеј (Љубљана, 7. новембар 1988) је словеначка атлетичарка, специјалиста за скок мотком. Студент је Универзитета Арканзас у САД, двростука победница НАЦЦ првенства у дворани (2011. и 2012.) Држи рекорд НАЦЦ првенства на отвореном, који је уједно и национални рекорд Словеније.

## Биографија
Тина Шутеј се почела такмичити од своје седме године. Опробала се у разним дисциплинама. Промена тренера у локалном клубу довела је до промене тренирања и такмичења у разним дисциплинама, и фокусирање на скок мотком. Међународни деби имала је на Светском првенству у атлетици за младе 2005. и завршила на осмом месту у финалу. Прву медаљу освојила је следеће године на Светском јуниорском првенству у Пекинг где је скоком од 4,25 м који је био словеначки јуниорски рекорд била друга иза Џоу Јанг из Кине

## Значајнији резултати
| Год.      | Такмичење                     | Место                           | Плас.     | Рез.      |
| Словенија | Словенија                     | Словенија                       | Словенија | Словенија |
| --------- | ----------------------------- | ------------------------------- | --------- | --------- |
| 2006      | Светско јуниорско првенство   | Пекинг, Кина                    |           | 4,25 м    |
| 2007      | Европско првенство у дворани  | Бирмингем, Уједињено Краљевство | 18.       | 4,05 м    |
| 2009      | Медитеранске игре             | Пескара, Италија                | 4         | 4,20 м    |
| 2009      | Универзијада                  | Београд, Србија                 | 7         | 4,25 м    |
| 2010      | Европско првенство            | Барселона, Шпанија              | 10        | 4,35 м    |
| 2011      | Универзијада                  | Шенџен, Кина                    |           | 4,55 м    |
| 2011      | Светско првенство у атлетици  | Тегу, Јужна Кореја              | 21        | 4.40 м    |
| 2012      | Европско првенство            | Хелсинки, Финска                | 24        | 4,15 м    |
| 2012      | Олимпијске игре               | Лондон, Уједињено Краљевство    | 19        | 4,25 м    |
| 2013      | Медитеранске игре             | Мерсин, Турска                  | 5         | 4,30 м    |
| 2014      | Светско првенство у дворани   | Сопот, Пољска                   | 10        | 4,55 м    |
| 2014      | Европско првенство            | Цирих, Швајцарска               | 10        | 4,35 м    |
| 2015      | Европско првенство у дворани  | Праг, Чешка                     | 10        | 4,55 м    |
| 2016      | Европско првенство            | Амстердам, Холандија            | 9 (кв)    | 4,45 м    |
| 2016      | Олимпијске игре               | Рио де Жанеиро, Бразил          | 11        | 4,50 м    |
| 2017      | Балканско првенство у дворани | Београд, Србија                 |           | 4,45 м    |
| 2017      | Европско првенство у дворани  | Београд, Србија                 | 8         | 4,40 м    |

## Лични рекорди
Ово је листа личних рекорда према профилу Тине Шутеј на сајту ИААФ.
| Дисциплина            | Резултат | Место        | датум            |
| --------------------- | -------- | ------------ | ---------------- |
| Скок мотком           | 4,61 м   | Атина, Грчка | 14. мај 2011.    |
| Скок мотком у дворани | 4,71 м   | Москва       | 2. фебруар 2014. |